# Diplethmus dux
Diplethmus dux är en mångfotingart som beskrevs av Chamberlin R. 1940. Diplethmus dux ingår i släktet Diplethmus och familjen Ballophilidae.
Artens utbredningsområde är Panama. Inga underarter finns listade i Catalogue of Life.